# 圣瓦尔瓦拉
圣瓦爾瓦拉（希臘語：Αγία Βαρβάρα，意为“圣芭芭拉”），是希腊阿提卡大區西雅典专区的市镇，为雅典都会区的一部分。市镇总面积2.425平方公里，2011年人口数量为26,550人。
圣瓦尔瓦拉位于雅典市中心西边约5公里处。1940年代至1970年代，该地的许多农田逐渐被开发，如今该市镇的大部分地区为住宅区。雅典地铁在此设有两个地设站。

## 人口
| 年份 | 人口数量 |
| ---- | -------- |
| 1981 | 29,259   |
| 1991 | 28,706   |
| 2001 | 30,562   |
| 2011 | 26,550   |